# Panipuri
Panipuri (pānīpūrīⓘ) hoặc Phuchka (Phuchkaⓘ) là một loại đồ ăn nhẹ có nguồn gốc từ tiểu lục địa Ấn Độ. Đây là món ăn đường phố phổ biến nhất Ấn Độ và Bangladesh. Phần lớn ở miền trung và miền nam Ấn Độ thì người ta vẫn gọi là Pani Puri. Nhưng ở vùng đông và tây Ấn Độ thì Pani Puri được gọi là Phuchka. Ở vùng phía Bắc Ấn Độ, Pani Puri được gọi là Golgappa.

## Tên
Pani puri có nghĩa đen là "bánh mì nước". Có rất ít thông tin về nguồn gốc của nó. Từ Pani puri được ghi lại vào năm 1955, và từ Golgappa được ghi lại vào năm 1951.
Tên của Panipuri cũng thay đổi tùy theo khu vực. Ở Haryana, nó được gọi là paani patashi, ở Madhya Pradesh gọi là fulki, ở Uttar Pradesh gọi là pani ke batashe, ở Assam gọi là phuska/puska, ở Gujarat gọi là pakodi, ở Odisha gọi là Gup-chup, nó được gọi là Phuchka ở Bihar, Nepal, Jharkhand, Bengal và Chhattisgarh.
Phuchka (hoặc fuska hoặc puska) khác với panipuri về thành phần và hương vị. Nó sử dụng hỗn hợp đậu gram luộc và khoai tây nghiền ướp gia vị để làm nhân, đặc hơn và có vị ngọt trong khi nước có vị chua và cay.

## Mô tả

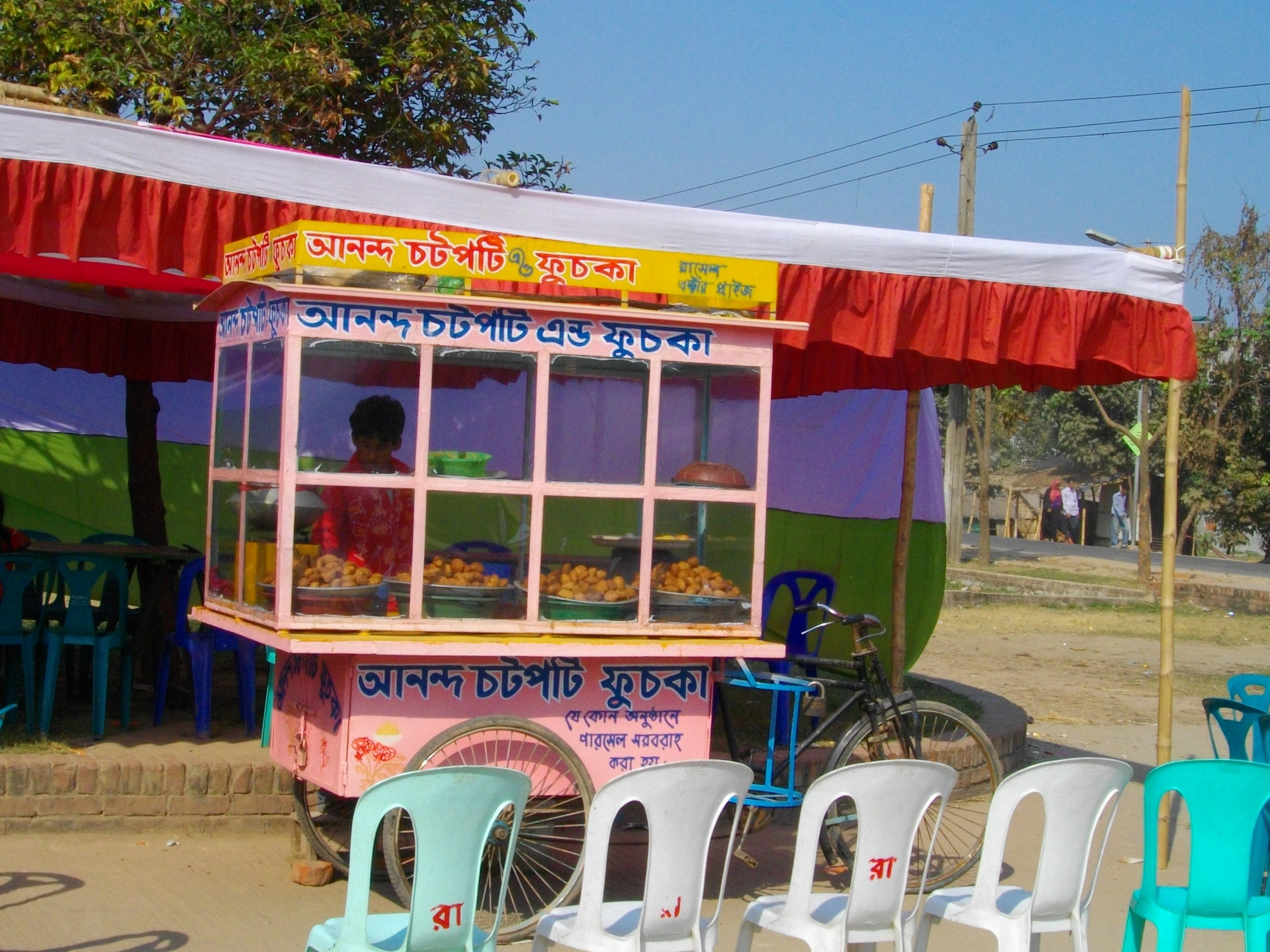
Một hàng quán ở Dhaka.

Món gồm 2 phần chính, là bánh và nước chấm. Bánh có hình dạng tròn hoặc hình quả bóng, rỗng ruột, giòn, được chế đầy nước canh là một loại hỗn hợp có hương vị (được gọi là imli pani), tương ớt me, ớt, hỗn hợp gia vị masala chaat, khoai tây, hành tây hoặc đậu xanh.
Người Ấn Độ thích ăn Panipuri thường vào buổi chiều hoặc tối. Nước được làm theo hơn 20 cách, trong đó pani puri chua, pani puri ngọt và pani puri nóng được coi là phổ biến nhất.
Ở khu vực thành thị, món ăn được bán bởi những người bán hàng rong trên những chiếc xe đẩy và các cửa hàng. Các hàng quán đều có món này. Chúng có thể được tìm thấy trên các trạm xe buýt, trong công viên, trên bãi biển, mọi nơi công cộng khác... Các quán có bàn ghế và mái hiên che để phục vụ. Có hệ thống cấp nước để rửa tay.

## Ảnh

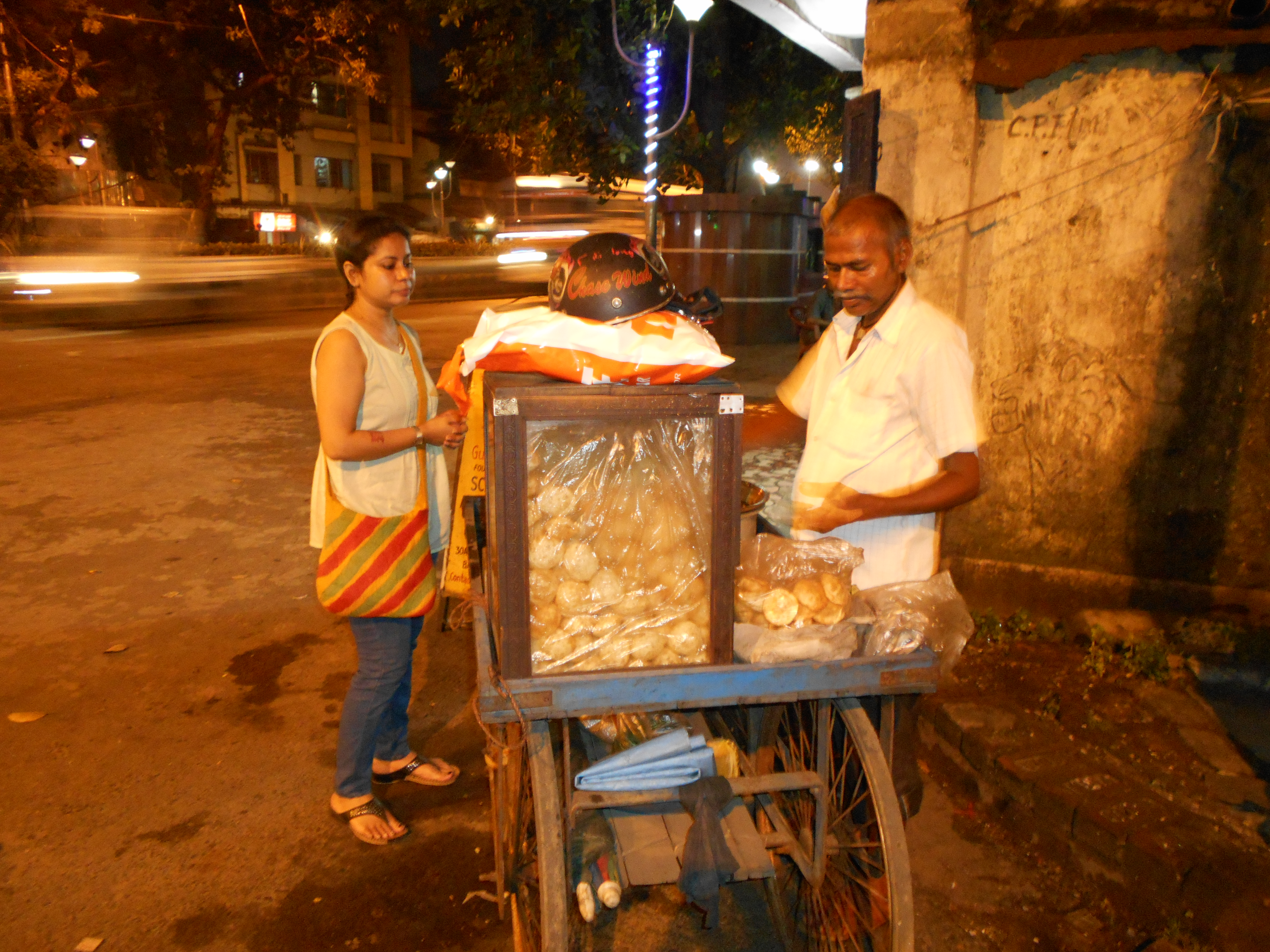
Một người bán rong
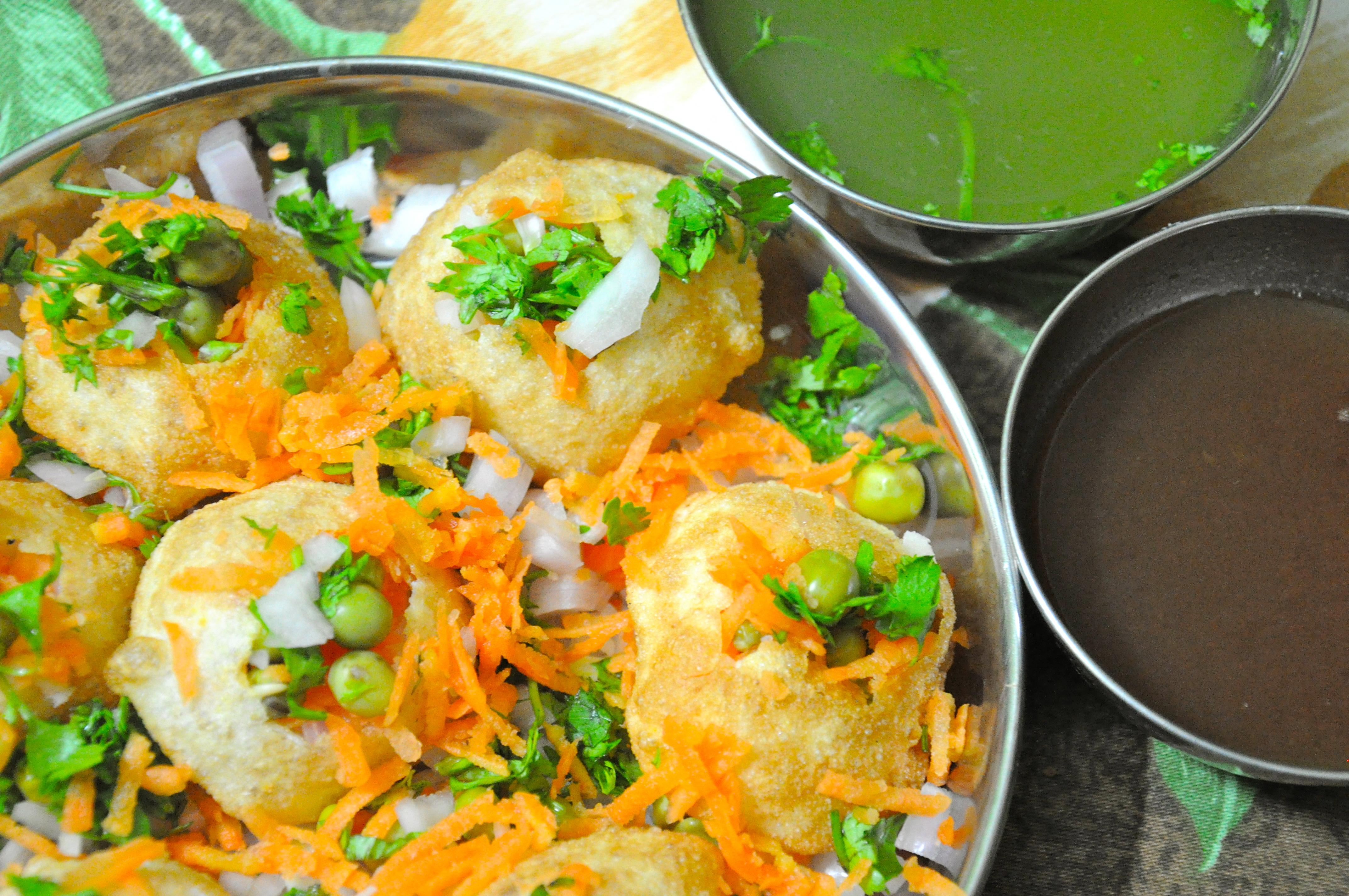
Món được làm tại nhà
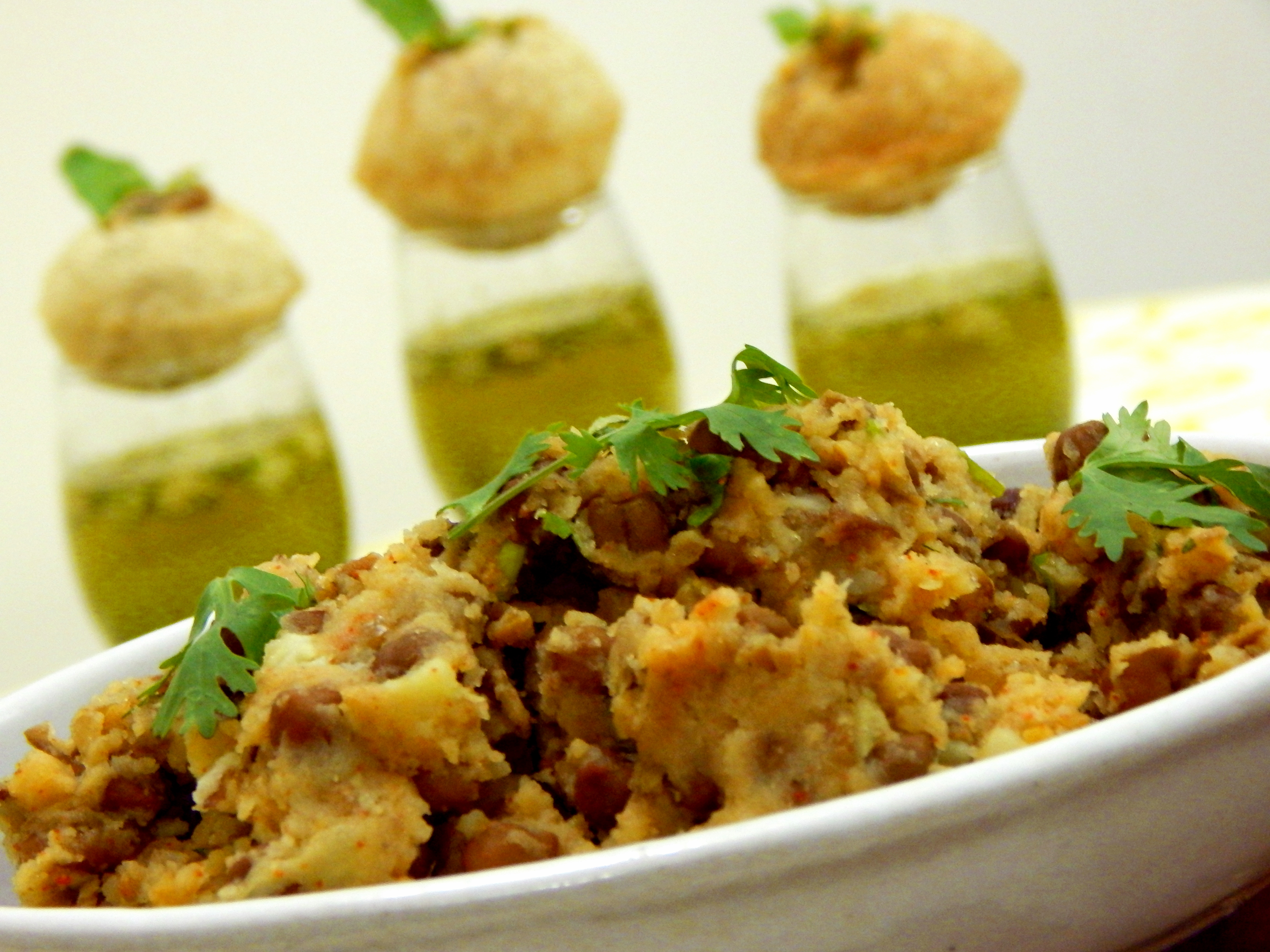
Món được nhồi khoai tây
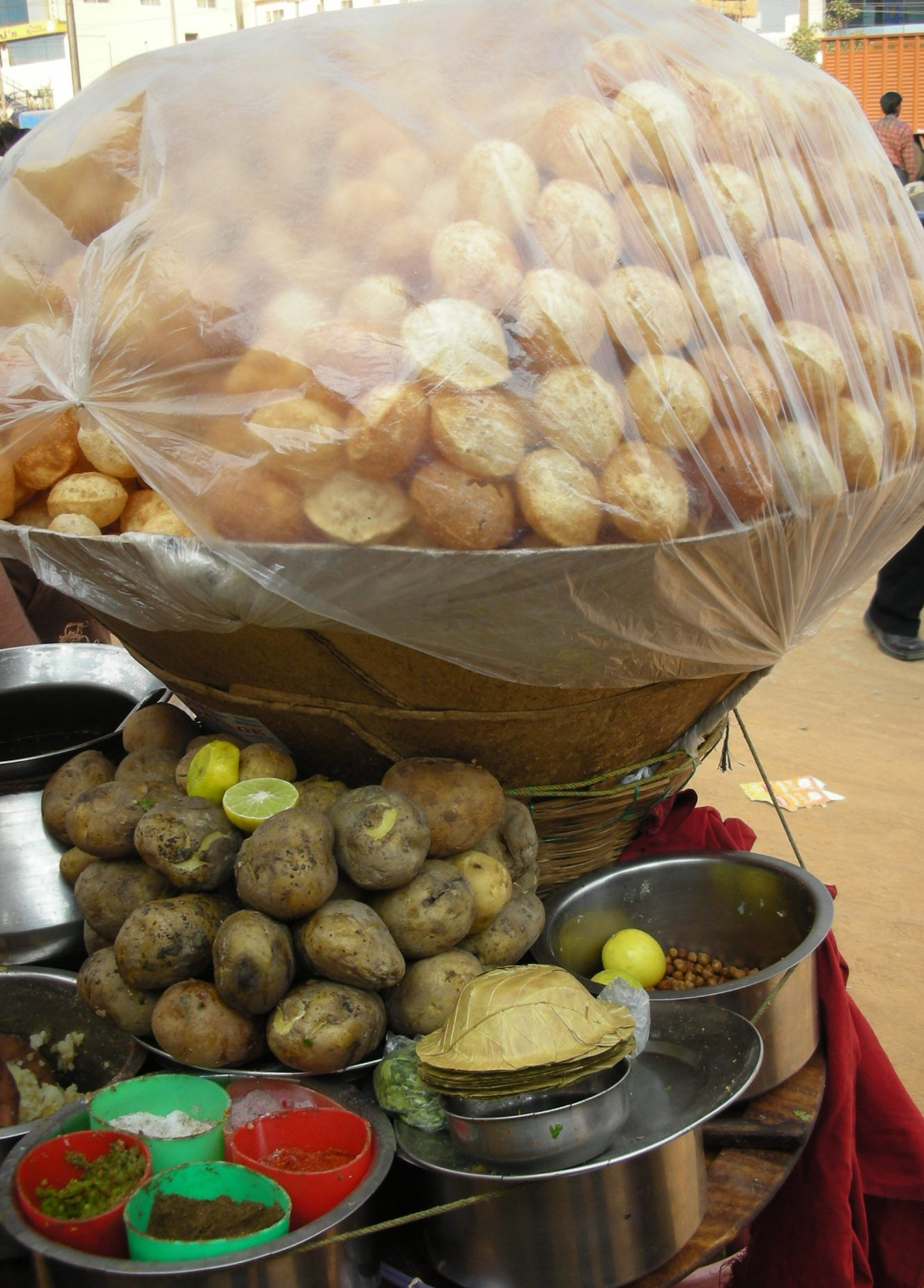
Phong cách Calcutta của pani puri
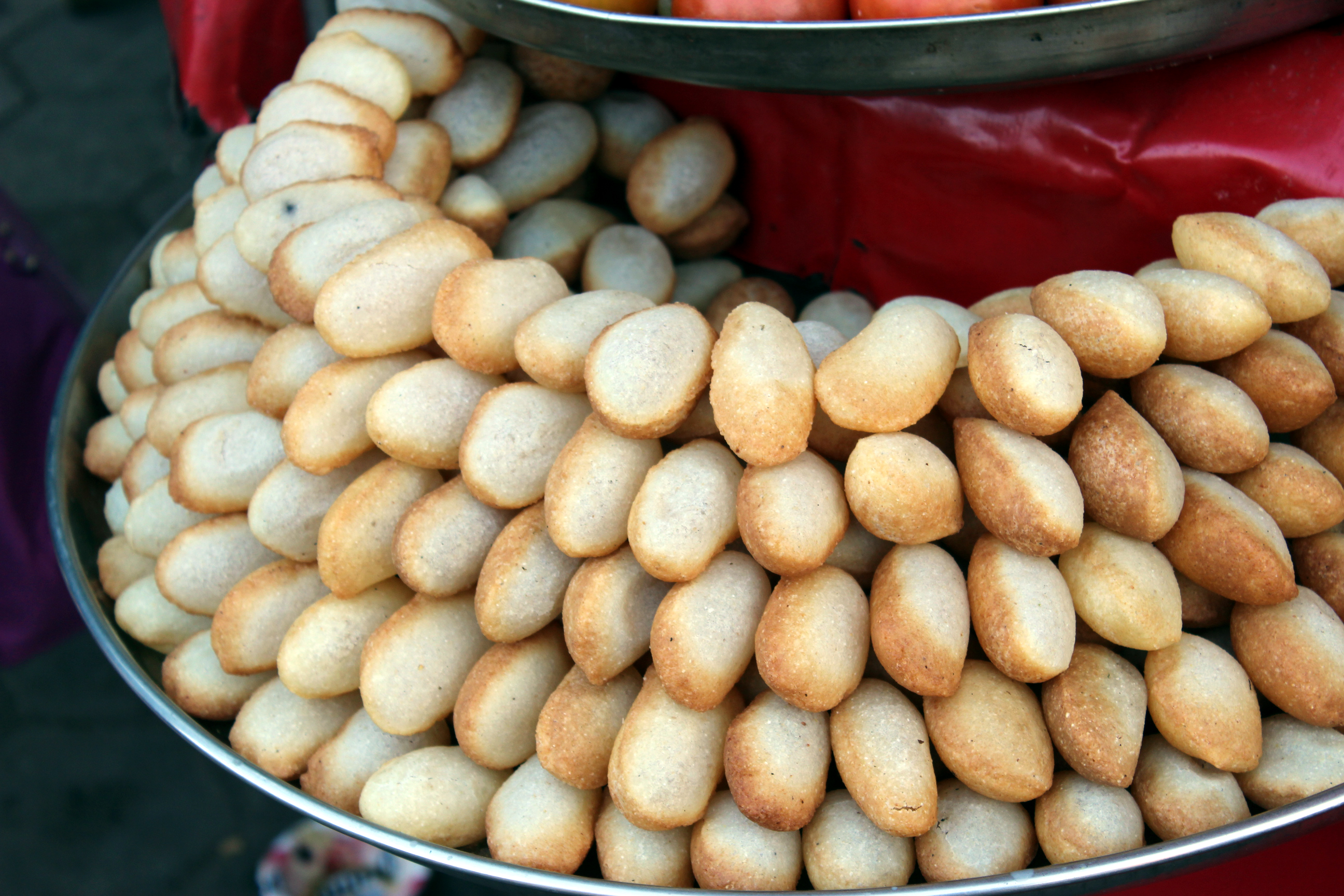
Pani puri Rava wali
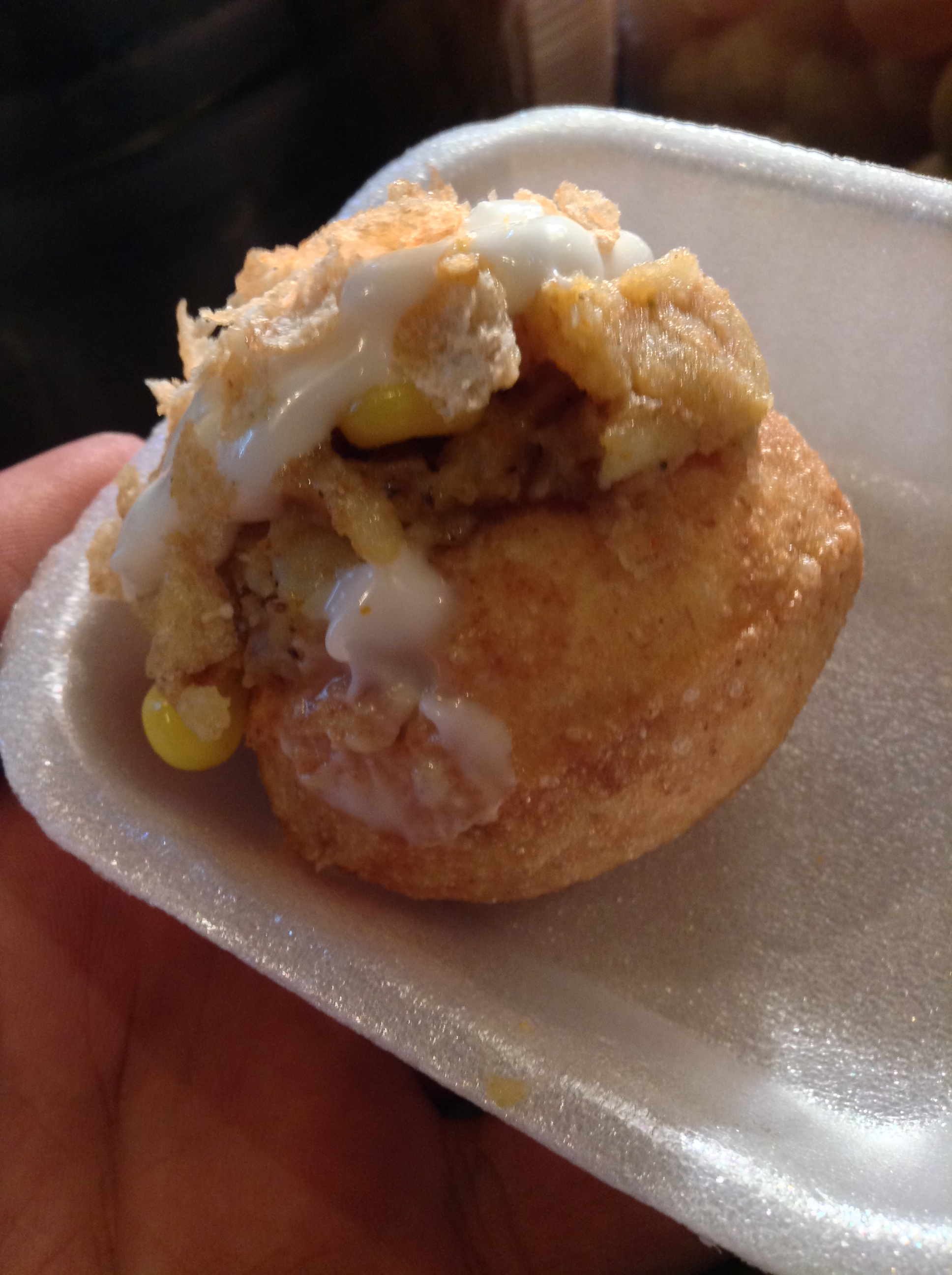
Gol-Gappa nhồi với khoai tây nghiền và ngô ngọt với một lớp kem nền tươi và phủ thêm một lớp kem.
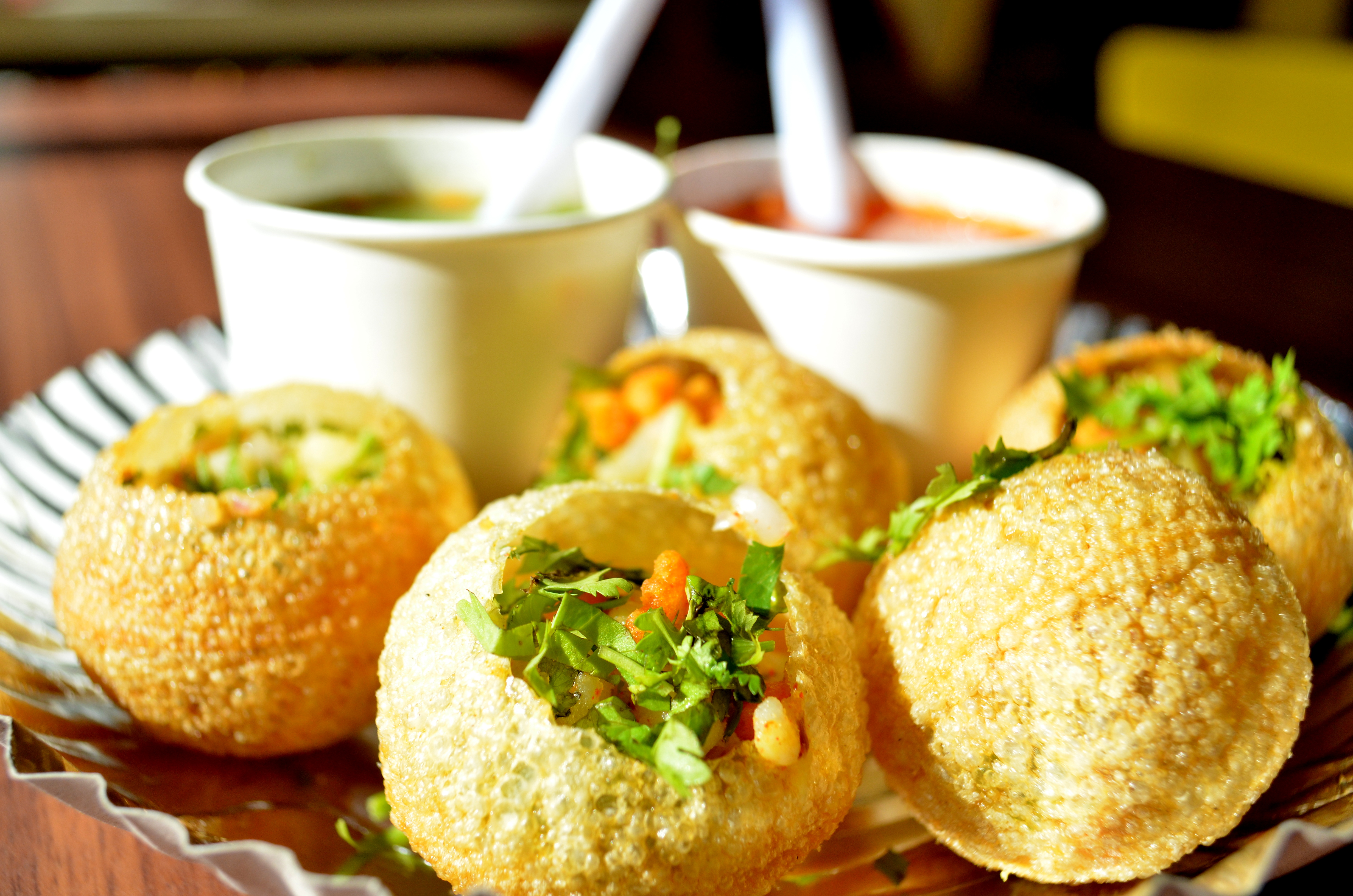
Panipuri, món ăn vặt yêu thích của người Ấn Độ.